# Ventastega curonica
Ventastega curonica és una espècie extinta de vertebrat tetrapodomorf que visqué en allò que avui en dia és Europa durant el Devonià superior, fa aproximadament 365 milions d'anys. Se n'han trobat restes fòssils a Letònia. Es tracta de l'única espècie del gènere Ventastega.
Atenyia uns 90 cm de llargada, cosa que el situava entre els animals més grossos del seu temps. Representa un estadi morfològic intermedi entre peixos d'aletes lobulades com Tiktaalik i tetràpodes primitius com Acanthostega i Ichthyostega.
Aquests tetràpodes probablement vivien en aiguamolls o llacs d'aigua dolça. Eren probablement més aquàtics que terrestres. Les restes de Ventastega curonica foren trobades a la formació Ketleri (Famennià, Devonià superior) a Letònia.
És una de les espècies inicials del videojoc Evolution: The Game of Intelligent Life.